# Don Rickles
Donald Jay "Don" Rickles (n. 8 mai 1926, New York City, New York, SUA – d. 6 aprilie 2017, Beverly Hills, California, SUA) a fost un comic și actor american. A jucat în filme ca Run Silent, Run Deep (1958) cu Clark Gable sau în Kelly's Heroes (1970) cu Clint Eastwood, din 1976 a apărut în seria NBC C.P.O. Sharkey.

## Biografie
Rickles s-a născut în data de 8 mai 1926 la Queens, New York.

## Filmografie
| An   | Titlu                           | Rol                          | Note                                        |
| ---- | ------------------------------- | ---------------------------- | ------------------------------------------- |
| 1958 | Run Silent, Run Deep            | Quartermaster 1st Class Ruby |                                             |
| 1959 | The Rabbit Trap                 | Mike O'Halloran              |                                             |
| 1960 | The Rat Race                    | Nellie                       |                                             |
| 1963 | X: The Man with the X-ray Eyes  | Crane                        |                                             |
| 1964 | Muscle Beach Party              | Jack Fanny                   |                                             |
| 1964 | Bikini Beach                    | Big Drag                     |                                             |
| 1964 | Pajama Party                    | Big Bang The Martian         |                                             |
| 1965 | Beach Blanket Bingo             | Big Drop                     |                                             |
| 1967 | Enter Laughing                  | Harry Hamburger              |                                             |
| 1967 | The Money Jungle                | Harry Darkwater              |                                             |
| 1969 | Where It's At                   | Willie                       |                                             |
| 1970 | Kelly's Heroes                  | Staff Sergeant "Crapgame"    |                                             |
| 1971 | The Love Machine                | Announcer                    | nemenționat, cameo                          |
| 1990 | Keaton's Cop                    | Jake                         |                                             |
| 1992 | Innocent Blood                  | Emmanuel "Manny" Bergman     |                                             |
| 1995 | Casino                          | Billy Sherbert               |                                             |
| 1995 | Toy Story                       | Mr. Potato Head              | Voce                                        |
| 1997 | Redux Riding Hood               | The Boss                     | Voce Scurtmetraj                            |
| 1998 | Quest for Camelot               | Cornwall                     | Voce                                        |
| 1998 | Dirty Work                      | Mr. Hamilton                 |                                             |
| 1998 | Dennis the Menace Strikes Again | George Wilson                | Direct-pe-DVD                               |
| 1999 | Toy Story 2                     | Mr. Potato Head              | Voce                                        |
| 2004 | The J-K Conspiracy              | Himself                      |                                             |
| 2010 | Toy Story 3                     | Mr. Potato Head              | Voce                                        |
| 2011 | Hawaiian Vacation               | Mr. Potato Head              | Voce Scurtmetraj                            |
| 2011 | Zookeeper                       | Jim the Bullfrog             | Voce                                        |
| 2012 | Partysaurus Rex                 | Mr. Potato Head              | Voce Scurtmetraj                            |
| 2019 | Toy Story 4                     | Mr. Potato Head              | Voce; înregistrări de arhivă; Lansat postum |

### Televiziune
| An        | Titlu                                  | Rol                                          | Note                                                                                 |
| --------- | -------------------------------------- | -------------------------------------------- | ------------------------------------------------------------------------------------ |
| 1955      | Stage 7                                | Announcer                                    | Episodul: "A Note of Fear"                                                           |
| 1955–1956 | Cavalcade of America                   | Commentator                                  | 2 episoade                                                                           |
| 1956      | Chevron Hall of Stars                  | Announcer                                    | 2 episoade                                                                           |
| 1956      | Four Star Playhouse                    | Announcer                                    | nemenționat Episode: "The Listener"                                                  |
| 1957      | M Squad                                | N/A                                          | Scenes deleted Episode: "Pete Loves Mary"                                            |
| 1959      | The Thin Man                           | Eddie                                        | Episodul: "The Cat Kicker"                                                           |
| 1959–1960 | The DuPont Show with June Allyson      | Reporter / Newscaster / Announcer            | 3 episoade                                                                           |
| 1961      | The Twilight Zone                      | Bettor                                       | Episodul: "Mr. Dingle, the Strong"                                                   |
| 1961      | Wagon Train                            | Joe Carder                                   | Episodul: "Wagon to Fort Anderson"                                                   |
| 1961      | Hennesey                               | Chief Petty Officer Ernie Schmidt            | Episodul: "Professional Sailor"                                                      |
| 1962      | The Dick Powell Show                   | Newscaster                                   | Episodul: "Seeds of April"                                                           |
| 1962      | Cain's Hundred                         | Dave Molloy                                  | Episodul: "Blood Money"                                                              |
| 1963–1965 | Burke's Law                            | Swifty Piedmont / Frank Cross / Lou Kronkeit | 3 episoade                                                                           |
| 1964      | The Addams Family                      | Claude                                       | Episodul: "Halloween With the Addams Family"                                         |
| 1964      | The Dick Van Dyke Show                 | Lyle Delp                                    | 2 episoade                                                                           |
| 1965      | The Beverly Hillbillies                | Fred                                         | Episodul: "Jed's Temptation"                                                         |
| 1965      | Gomer Pyle, U.S.M.C.                   | Sergeant Jim Mason                           | Episodul: "My Buddy, the War Hero"                                                   |
| 1965      | The Munsters                           | "Doc" Happy Havemeyer                        | Episodul: "Dance with Me, Herman"                                                    |
| 1965      | The Andy Griffith Show                 | Newton Munroe                                | Episodul: "The Luck of Newton Munroe"                                                |
| 1965–1966 | Bob Hope Presents the Chrysler Theatre | Linny                                        | 2 episoade                                                                           |
| 1966–1967 | Run for Your Life                      | Willy Hatch / Leo Mazinov                    | 2 episoade                                                                           |
| 1966–1967 | F Troop                                | Bald Eagle                                   | Episodul: "The Return of Bald Eagle"                                                 |
| 1966      | The Wild Wild West                     | Asmodeus                                     | Episodul: "The Night of the Druid's Blood"                                           |
| 1966      | The Bob Hope Show                      | Himself                                      | 5 episoade                                                                           |
| 1966      | Gilligan's Island                      | Norbert Wiley                                | Episodul: "The Kidnapper"                                                            |
| 1967      | The Lucy Show                          | Eddie Rickles                                | Episodul: "Lucy the Fight Manager"                                                   |
| 1967      | I Spy                                  | Frank Bodie                                  | Episodul: "Night Train to Madrid"                                                    |
| 1967      | I Dream of Jeannie                     | Kiski                                        | Episodul: "My Master, the Weakling"                                                  |
| 1968–1969 | The Don Rickles Show                   | Himself (host)                               | 17 episoade                                                                          |
| 1968–1969 | Get Smart                              | Sid Krimm / Guard                            | episoade: "The Little Black Book – Parts 1&2" Episode: "To Sire, with Love – Part 2" |
| 1968      | The Carol Burnett Show                 | Shoe salesman                                | Season 2, Episode 7                                                                  |
| 1970      | The Carol Burnett Show                 | Painter                                      | Season 4, Episode 11                                                                 |
| 1972      | The Don Rickles Show                   | Don Robinson                                 | 13 episoade                                                                          |
| 1973      | A Couple of Dons                       | Himself                                      | Television Special                                                                   |
| 1974      | Sanford and Son                        | Fight Announcer (Voce)                       | Episodul: "Once a Thief"                                                             |
| 1975      | Buy This Tape, You Hockey Puck         | Himself                                      | Stand-up special                                                                     |
| 1976      | Medical Center                         | S. Ruskin                                    | Episodul: "The Happy State of Depression"                                            |
| 1976–1978 | C.P.O. Sharkey                         | "C.P.O. Otto Sharkey"                        | 37 episoade                                                                          |
| 1982      | Archie Bunker's Place                  | Al Snyder                                    | Episodul: "Death of a Lodger"                                                        |
| 1983      | Gimme a Break!                         | Max                                          | Episodul: "Nell and the Kid"                                                         |
| 1985      | George Burns Comedy Week               | Mayor                                        | Episodul: "Disaster at Buzz Creek"                                                   |
| 1989      | Newhart                                | Don Prince                                   | Episodul: "The Nice Man Cometh"                                                      |
| 1990      | Tales from the Crypt                   | Mr. Ingles                                   | Episodul: "The Ventriloquist's Dummy"                                                |
| 1991      | Hunter                                 | Harold Schwan                                | Episodul: "Ex Marks the Spot"                                                        |
| 1993      | Daddy Dearest                          | Al Mitchell                                  | 13 episoade                                                                          |
| 1997      | The Larry Sanders Show                 | Himself                                      | Episodul: "Artie and Angie and Hank and Hercules"                                    |
| 1997      | The Single Guy                         | Dr. Dick Sloan                               | Episodul: "Big Baby"                                                                 |
| 1998      | Murphy Brown                           | Leonard, Secretary #90                       | Episodul: "Dial and Substance"                                                       |
| 2002      | The Bernie Mac Show                    | Himself                                      | Episodul: "The Sweet Life"                                                           |
| 2004      | The Wool Cap                           | Ira                                          | Film TV                                                                              |
| 2005      | The Catch                              | Roy Kozikowski                               | Pilot                                                                                |
| 2007      | The Unit                               | Himself / Priest                             | Episodul: "Sub-Conscious"                                                            |
| 2011      | Hot in Cleveland                       | Bobby                                        | 2 episoade                                                                           |
| 2013      | Comedians in Cars Getting Coffee       | Himself                                      | Episode: "You'll Never Play the Copa"                                                |
| 2013      | Toy Story of Terror!                   | Mr. Potato Head                              | Voce Film TV                                                                         |
| 2014      | Toy Story That Time Forgot             | Mr. Potato Head                              | Voce Film TV                                                                         |
| 2017      | Dinner with Don                        | Host                                         | Web-serie                                                                            |

### Jocuri video
| An   | Titlu                                         | Rol de voce     |
| ---- | --------------------------------------------- | --------------- |
| 1996 | Animated Storybook: Toy Story                 | Mr. Potato Head |
| 1999 | Toy Story 2: Buzz Lightyear to the Rescue     | Mr. Potato Head |
| 2001 | Toy Story Racer                               | Mr. Potato Head |
| 2003 | Toy Story: Buzz Lightyear's Blast Up Together | Mr. Potato Head |